# Isabell Ost
Isabell Ost (Erfurt, RDA, 21 de octubre de 1988) es una deportista alemana que compitió en patinaje de velocidad sobre hielo. Ganó una medalla de bronce en el Campeonato Mundial de Patinaje de Velocidad sobre Hielo en Distancia Individual de 2011, en la prueba de persecución por equipos.

## Palmarés internacional
| Campeonato Mundial en Distancia Individual | Campeonato Mundial en Distancia Individual | Campeonato Mundial en Distancia Individual | Campeonato Mundial en Distancia Individual |
| Año                                        | Lugar                                      | Medalla                                    | Prueba                                     |
| ------------------------------------------ | ------------------------------------------ | ------------------------------------------ | ------------------------------------------ |
| 2011                                       | Inzell (Alemania)                          | Medalla de bronce                          | Persecución por equipos                    |